# 株式市場新聞
株式市場新聞（かぶしきしじょうしんぶん）は、かつて市場新聞社が発行していた株式市況専門の日刊紙であり、証券専門紙の一つである。オールドファンや証券業界からは「いちば」と呼ばれていた。
1956年創業。日本の高度成長時代とともに業容を拡大。株式市場の動向を中心に、経済情勢や企業動向なども幅広く取り上げ、他の証券専門紙同様に株価欄を有していた。
宅配は毎日新聞の販売網を通じて行われていた。2009年5月1日付けで廃刊。

## 関連新聞・雑誌
- 株式にっぽん